# Ajjuva
La Ajjuva (in russo Айюва?) è un fiume della Russia europea settentrionale, affluente di destra della Ižma nel bacino della Pečora. Scorre nel Sosnogorsk rajon della Repubblica dei Komi.
Nasce sulle pendici orientali dei monti Timani, scorrendo nel corso superiore attraverso aree disabitate in direzione prima occidentale poi meridionale. Nel basso corso, dopo aver ricevuto il suo affluente principale, il Von"ju (lungo 91 km), proveniente dalla sinistra idrografica, svolta verso ovest. Sfocia nella Ižma a 324 km dalla foce, vicino alla città di Sosnogorsk. Ha una lunghezza di 193 km; l'area del suo bacino è di 2 950 km².